# Luchino Visconti

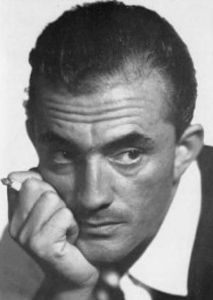
Luchino Visconti

Luchino Visconti (* 2. November 1906 als Conte Don Luchino Visconti di Modrone in Mailand; † 17. März 1976 in Rom) war ein italienischer Theater-, Opern- und Filmregisseur sowie Drehbuchautor.
Er gilt als einer der bedeutendsten Regisseure des europäischen Kinos. Der aus einer italienischen Adelsfamilie stammende Visconti zählte in den 1940er-Jahren zu den Mitbegründern des Italienischen Neorealismus. Später widmeten sich seine Filme vor allem Themen wie Schönheit, Dekadenz, Tod und europäischer Geschichte, insbesondere der Verfall des europäischen Adels und Bürgertums wurde wiederholt in seinen Filmen aufgegriffen.

## Leben und Werk

### Kindheit und Jugend

Das Wappen des Hauses Visconti aus dem Jahr 1277 stellt die Geburt des Menschen aus einer Schlange (Biscione) dar.

Luchino Visconti war der dritte Sohn (das vierte von sieben Kindern) des Grafen Giuseppe Visconti di Modrone (1879–1941), der 1937 zum ersten Herzog von Grazzano Visconti erhoben wurde. Die Grafen Visconti di Modrone, in Primogenitur seit 1813 (durch Napoleon I.) Herzöge von Modrone, sind ein jüngerer Seitenzweig der 1447 erloschenen Herzöge von Mailand aus dem Hause Visconti. Seine Mutter war die vermögende Industriellenerbin Carla Erba (1880–1939) aus einer Mailänder Chemiedynastie. Visconti wuchs im Mailänder Familiensitz, dem Palazzo Visconti di Modrone in der Via Cerva, sowie auf dem Landsitz der Familie, Schloss Grazzano Visconti bei Vigolzone, auf. Nach der Trennung der Eltern (Anfang der 1920er Jahre) zog seine Mutter mit den jüngeren Kindern, ihn eingeschlossen, in ein eigenes Palais in der Via Marsala in Mailand sowie in die Villa Erba in Cernobbio am Comer See um. Der Vater erbaute sich in den 1920er Jahren als Kammerherr der Königin Elena, Gemahlin von Viktor Emanuel III., auch ein Haus in Rom, in der Via Salaria 366, schräg gegenüber der königlichen Villa Savoia, das Luchino später erbte und jahrzehntelang bewohnte.
Luchino selbst spielte Cello und teilte die Leidenschaft seines Vaters für Oper und Theater. Arturo Toscanini gehörte zu den Freunden des Hauses, die Familie besaß eine eigene Mietloge im Teatro alla Scala und der Palazzo Visconti verfügte über ein kleines Haustheater, an dessen Aufführungen die Kinder mitwirkten. Über die Lektüre von Prousts Auf der Suche nach der verlorenen Zeit fand Visconti zur Literatur; die Verfilmung dieser Romanfolge blieb später ein lebenslanges Projekt, das er nicht mehr realisieren konnte.

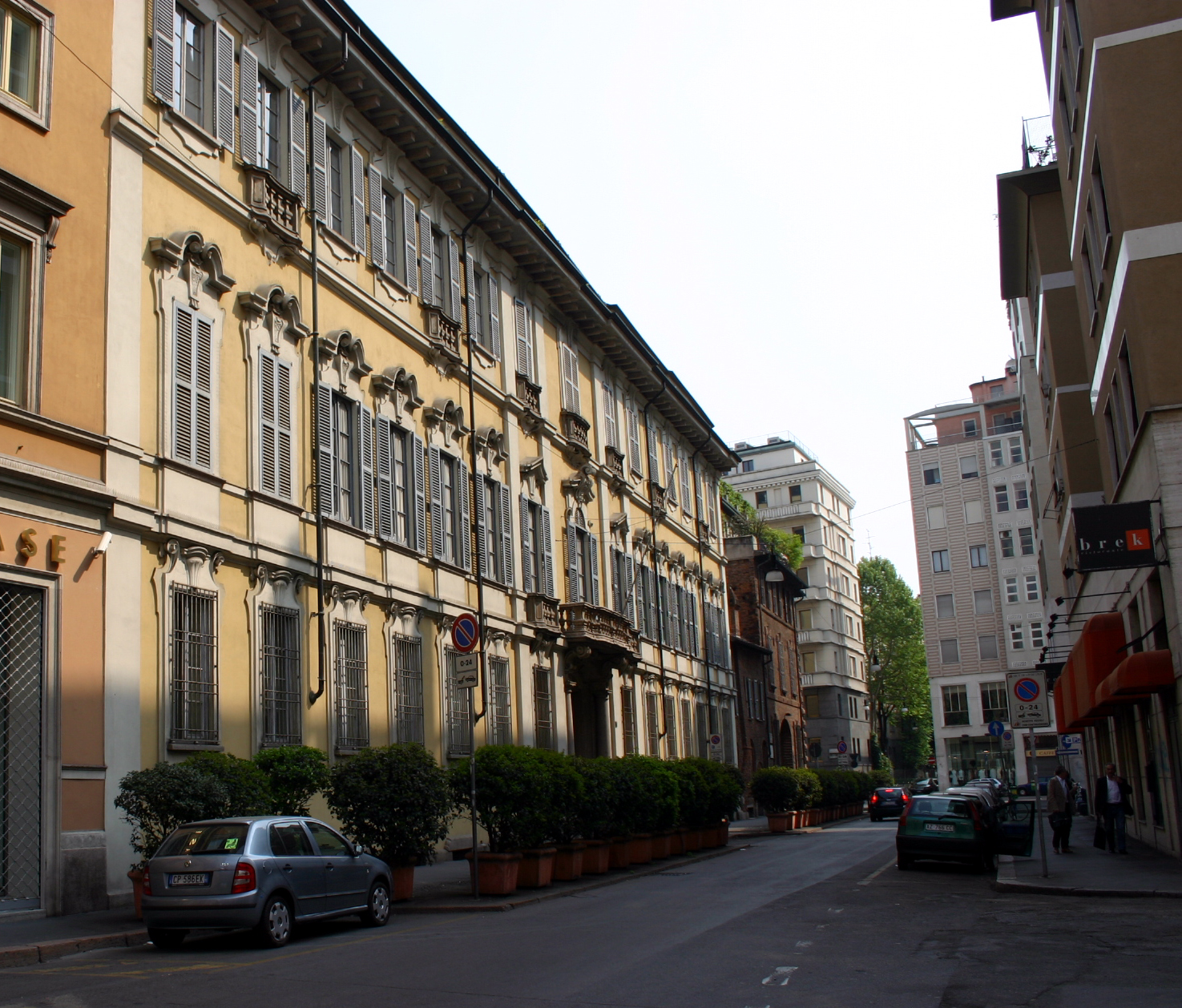
Palazzo Visconti di Modrone in Mailand
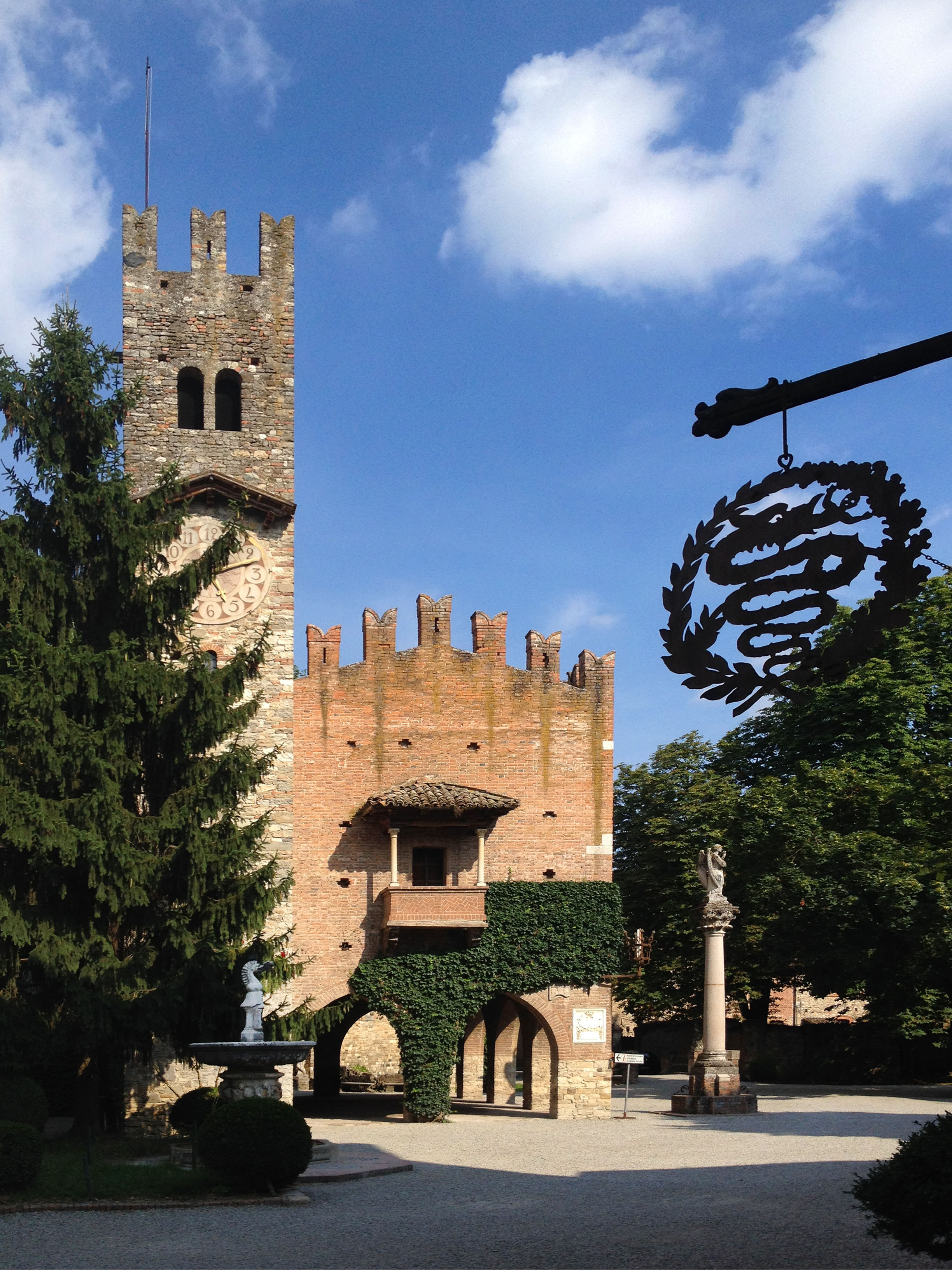
Schloss Grazzano Visconti
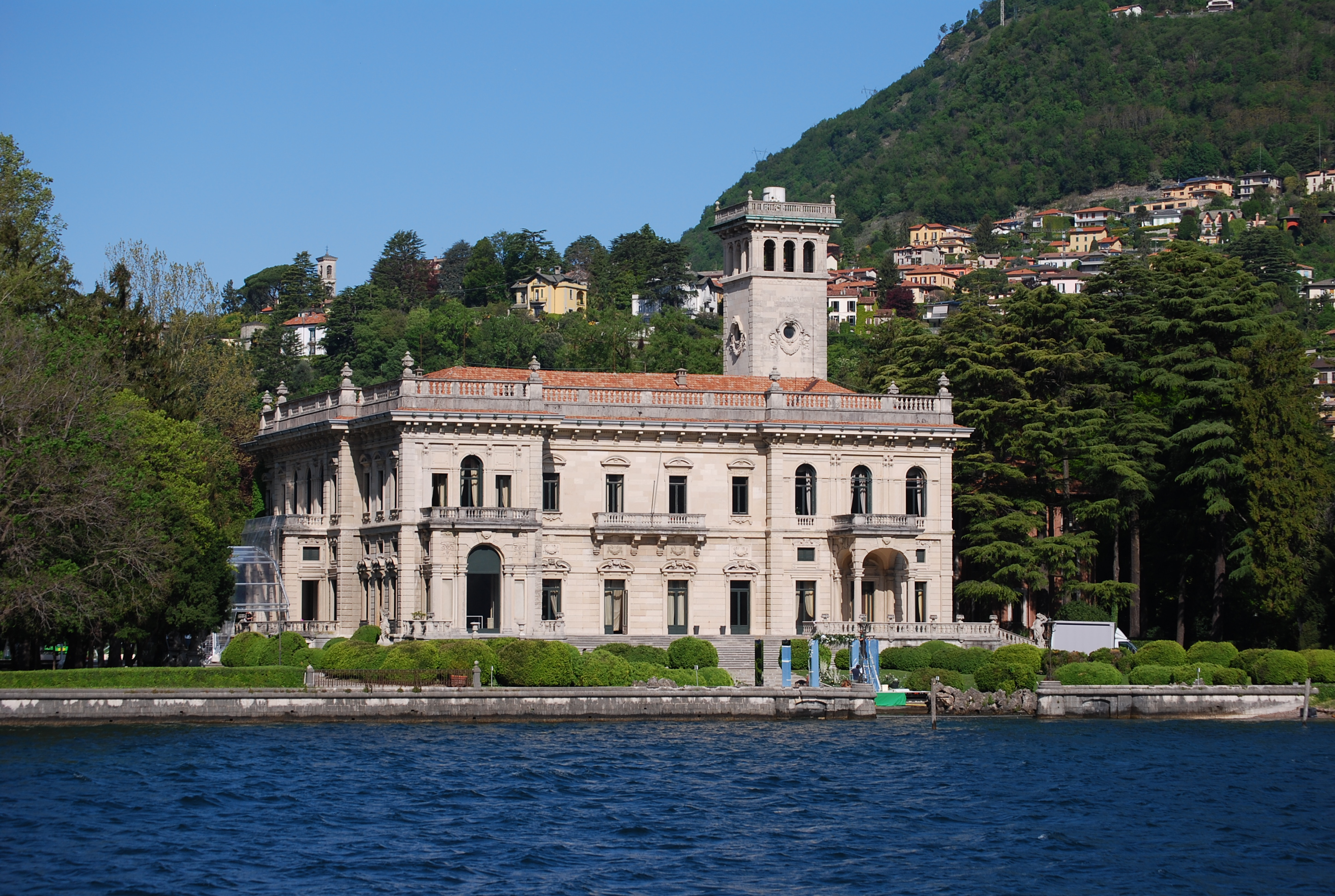
Villa Erba am Comer See

### Karriere
Luchino Visconti besuchte nach der Schule die Kavallerieschule in Pinerolo, widmete sich mit Leidenschaft der Zucht und dem Training von Rennpferden, ging 1936 nach Paris und begann seine Karriere als Assistent von Jean Renoir. Nach einer kurzen Amerikareise, auf der er auch Hollywood besuchte, kehrte er nach Italien zurück, um 1939 erneut als Renoirs Assistent am Film La Tosca zu arbeiten. Die Produktion musste kriegsbedingt unterbrochen werden, sie wurde später durch den deutschen Regisseur Carl Koch beendet. Zusammen mit Roberto Rossellini trat Visconti dem salotto von Vittorio Mussolini bei, Sohn von Benito Mussolini und seinerzeit nationaler Kulturzensor, wo er vermutlich auch auf Federico Fellini traf. Mit Gianni Puccini, Antonio Pietrangeli und Giuseppe De Santis schrieb er das Drehbuch zu seinem ersten Film als Regisseur, Besessenheit (1943), ein Werk, das eine neue Stilrichtung, den Neorealismus begründete, der dem italienischen Nachkriegsfilm wesentliche Impulse gab.
1948 schrieb und inszenierte er Die Erde bebt nach dem Roman I Malavoglia von Giovanni Verga. Visconti hatte während seiner Pariser Zeit Sympathie für den Kommunismus entwickelt. Er wurde 1944 wegen Widerstandstätigkeiten gegen den Faschismus verhaftet. In dem Film Der Leopard (1963) thematisierte er das Vergehen einer alten Gesellschaftsordnung und das Aufgehen „moderner Zeiten“.

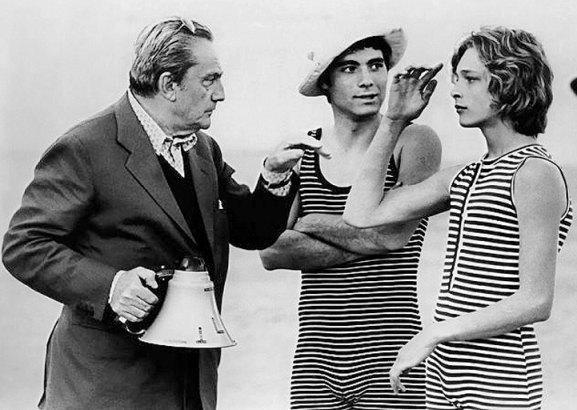
Visconti am Set des Films Tod in Venedig (1971) mit Sergio Garfagnoli und Björn Andrésen

Mit der Abkehr vom Neorealismus gelang Visconti in seinen Filmen der 1960er Jahre eine unverwechselbare Bildsprache. Bedingt durch die einmalige Mischung aus adeliger Herkunft, politisch kommunistischer Überzeugung und brillanter Gesellschaftsanalyse schuf er neben Der Leopard (1963) mit Die Verdammten (1969), Tod in Venedig (1971) und Ludwig II. (1972) Meisterwerke der Filmgeschichte.
Nachdem Visconti von den Folgen eines schweren Schlaganfalls (27. Juli 1972) genesen war, gelang ihm noch die Realisierung von zwei Filmen: In Gewalt und Leidenschaft (1974) analysierte er das von faschistischen Tendenzen geprägte Italien der zeitgenössischen Gegenwart. Mit seinem letzten Film Die Unschuld (1976) brachte er den Roman L’innocente von Gabriele D’Annunzio auf die Leinwand. Er handelt vom ewigen Spiel zwischen Mann und Frau sowie zwischen Gut und Böse.
Visconti war ebenso ein gefeierter Theaterregisseur. In den Jahren 1946 bis 1960 realisierte er viele Aufführungen der Rina-Morelli-Paolo-Stoppa-Kompanie mit Vittorio Gassman und bis in die 1970er Jahre war er für das Sprechtheater tätig. Bedeutend war auch seine Tätigkeit als Opernregisseur, die ihn u. a. an die Mailänder Scala, die Wiener Staatsoper und die Londoner Covent Garden Opera führte, wo er vor allem Opern von Giuseppe Verdi in Szene setzte – darunter 1953 eine berühmte Traviata an der Scala (Dirigent Carlo Maria Giulini), deren Wiederaufnahme mit Maria Callas 1955 gefeiert wurde, 1957 eine Anna Bolena, ebenfalls mit Callas, oder 1966 der vielgelobte Falstaff (Dirigent Leonard Bernstein) an der Wiener Staatsoper –, aber auch Werke von Wolfgang Amadeus Mozart, Giacomo Puccini oder Richard Strauss.
Ein Film, den Visconti nie realisieren konnte, war die Verfilmung des Romans Auf der Suche nach der verlorenen Zeit von Marcel Proust. Sie hätte nach dem Ludwig-Film der Abschluss und die Krönung seines Lebenswerks werden sollen. Visconti hatte die Recherche bereits seit 1922 immer wieder gelesen und jahrzehntelang an dem Drehbuch gearbeitet, jedoch aufgrund seiner berüchtigten Budget-Überschreitungen nie einen Produzenten gefunden. Seine Co-Autorin bei mehreren Filmen, Suso Cecchi D’Amico, berichtete: „Sein ganzes Leben lang hat Luchino das Drehbuch zu diesem Film, der auf geheimnisvolle Weise ein nicht realisierter Traum bleiben sollte, zusammengestellt, hat er an diesem Proust-Film wie an ‚seinen‘ Film gedacht. Visconti war abergläubisch und ich bin sicher, daß ihn das Thema dieses Buches immer verfolgte; schließlich war es nur noch eine Frage der Verdrängung oder des Exorzismus. Proust war ‚sein‘ Autor, er kannte ihn seit seiner Kindheit auswendig. Visconti war Charlus.“
Die kirchliche Trauerfeier für Visconti fand am 19. März 1976 in Sant’Ignazio di Loyola in Campo Marzio in Rom statt. Neben der Familie Visconti waren der italienische Staatspräsident Giovanni Leone sowie die Schauspieler Burt Lancaster, Claudia Cardinale, Laura Antonelli, Vittorio Gassman und Helmut Berger anwesend. Visconti hatte seine Schwester Uberta angewiesen, seine Asche von der Insel Ischia aus ins Meer zu streuen. Sie ließ jedoch die Urne unter einem Felsen im Garten seines Landsitzes La Colombaia in Forio auf Ischia beisetzen. Die Villa, in der Visconti an vielen seiner Drehbücher geschrieben hatte, ist heute ein Hotel und enthält einige Museumsräume über Luchino Visconti.

## Privates
Eine 1935 geschlossene Verlobung mit Prinzessin Irma zu Windisch-Graetz stieß bei deren Vater Fürst Hugo Vinzenz auf Bedenken, worauf Visconti sie wieder löste. Visconti war homosexuell. Er führte dann ab 1936 eine dreijährige, diskrete Beziehung mit dem Fotografen Horst P. Horst. Später scheute er sich nicht, sich mit seinen Freunden und Begleitern in der Öffentlichkeit zu zeigen, wie etwa mit dem Regisseur Franco Zeffirelli und dem deutschen Schauspieler Udo Kier. Viscontis letzter längerer Lebensgefährte war ab 1964 der österreichische Schauspieler Helmut Berger.
Sein Neffe Eriprando Visconti arbeitete ebenfalls als Filmregisseur (u. a. Una spirale di nebbia). Sein Neffe Giovanni Gastel war Fotograf. Der Filmregisseur Ferdinando Cito Filomarino ist sein Großneffe.
Mit König Ludwig II. von Bayern, über den Visconti 1973 seinen Film Ludwig II. drehte, war Visconti entfernt verwandt. Die letzten gemeinsamen Vorfahren, die sie sich teilten, waren Margarete von Bayern und Federico I. Gonzaga, die Mitte des 15. Jahrhunderts lebten. Damit war Visconti ein Neffe 13. Grades von Ludwig II.

## Politische Haltungen
Nach dem Krieg trat Visconti öffentlich für die Kommunistische Partei Italiens ein. Der Konflikt, der sich aus dieser Weltanschauung und seiner Herkunft aus einem bedeutenden Adelsgeschlecht Italiens ergab, ist in seinen Werken spürbar. Er selbst, finanziell immer unabhängig, traditionell erzogen und umfassend gebildet, betrachtete sich einer vergangenen Welt, der des 19. Jahrhunderts, zugehörig.
Visconti stand den Protesten von 1968 ablehnend gegenüber; seiner Ansicht nach suchten die Demonstranten Veränderung nur um der Zerstörung willen, ohne etwas Neues aufzubauen. „Angewidert blickte er auf die Jugendlichen in ihrer Begeisterung, ihren Wutausbrüchen, Partys und Tumulten, ihren abstrakten Reden, ihrem wirren Jonglieren mit Mao, Marx und Che Guevara. Sie sahen ihn als Symbol der Reaktion, als Mitglied der Mandarinkaste. Der aufkommende linksradikale Terrorismus in Italien machte ihm Angst und ließ ihn den Aufstieg eines neuen Faschismus fürchten.“ Sein vorletzter Film Gewalt und Leidenschaft (1974) setzt sich mit dem unruhigen politischen Klima im Italien der 1970er-Jahre auseinander und zeigt politische Radikalisierungen, auf welche die Hauptfigur des von Burt Lancaster gespielten, bildungsbürgerlichen Professors nur überfordert reagieren kann.

## Filmografie
- 1943: Besessenheit (Ossessione)
- 1945: Tage des Ruhms (Giorni di Gloria) – Dokumentarfilm
- 1948: Die Erde bebt (La Terra trema)
- 1951: Notizen über einen Vorfall in der Chronik (Appunti su un fatto di cronaca) – Dokumentarfilm
- 1951: Bellissima
- 1953: Wir Frauen (Siamo donne) (eine Episode)
- 1954: Sehnsucht (Senso)
- 1957: Weiße Nächte (Le notti bianche)
- 1960: Rocco und seine Brüder (Rocco e i suoi fratelli)
- 1961: Dommage qu'elle soit une putain (Fernsehfilm)
- 1962: Boccaccio 70 (Episodenfilm; Episode: Il lavoro = Der Job)
- 1963: Der Leopard (Il Gattopardo)
- 1965: Sandra – Die Triebhafte (Vaghe stelle dell'Orsa)
- 1967: Der Fremde (Lo Straniero)
- 1967: Hexen von heute (Le streghe; Episodenfilm, Episode: Hexen verbrennt man lebendig)
- 1969: Die Verdammten (La caduta degli dei)
- 1970: Auf der Suche nach Tadzio (Alla ricerca di Tadzio) – Dokumentarfilm
- 1971: Tod in Venedig (Morte a Venezia)
- 1973: Ludwig II. (Ludwig)
- 1974: Gewalt und Leidenschaft (Gruppo di famiglia in un interno)
- 1976: Die Unschuld (L’Innocente)

## Opernproduktionen (Auswahl)
- 1965: Don Carlos (Schiller/Verdi) – Teatro dell’Opera di Roma
- 1966: Falstaff (Shakespeare/Verdi) – Wiener Staatsoper
- 1966: Der Rosenkavalier (Hofmannsthal/Strauss) – Royal Opera House Covent Garden, London
- 1967: La traviata (Dumas d. J./Verdi) – Royal Opera House Covent Garden, London
- 1969: Simone Boccanegra – Wiener Staatsoper

## Auszeichnungen
Im Laufe seiner Karriere ist Visconti mit zahlreichen Filmpreisen ausgezeichnet worden; zu den bedeutendsten Ehrungen gehören:
- Oscar:
  - 1970: Nominierung in der Kategorie Bestes Originaldrehbuch für Die Verdammten
- Internationale Filmfestspiele von Cannes:
  - Festival 1963: Goldene Palme für Der Leopard
  - Festival 1971: Prix du 25e Anniversaire du Festival International du Film für Tod in Venedig und für sein Lebenswerk
- Internationale Filmfestspiele von Venedig:
  - 1965: Goldener Löwe für Sandra
- David di Donatello:
  - 1971: In der Kategorie Bester Regisseur für Tod in Venedig
  - 1973: In der Kategorie Bester Regisseur für Ludwig II.
- Nastro d’Argento der italienischen Filmjournalisten-Vereinigung:
  - 1961: In der Kategorie Regie des besten Films für Rocco und seine Brüder
  - 1970: In der Kategorie Regie des besten Films für Die Verdammten
  - 1972: In der Kategorie Regie des besten Films für Tod in Venedig
  - 1975: In der Kategorie Regie des besten Films für Gewalt und Leidenschaft

1963 wurde Visconti mit dem Antonio-Feltrinelli-Preis ausgezeichnet.

## Dokumentarfilm
- Luchino Visconti, vom Film besessen. (OT: Luchino Visconti – Entre vérité et passion). 58:24 Min., Buch und Regie: Elisabeth Kapnist, Christian Dumais-Lvowski. Produktion: arte France, Bel Air Media, INA, Avrotos, ORF. Frankreich 2016.[2][18]